# 楊復光
楊復光（842年—883年），本姓喬，福建閩縣（今福州）人，唐朝宦官，內常侍楊玄價養子。

## 生平
年幼時入內侍省當太監，「慷慨負節義，有籌略」，有不少「守」字輩的養子，如楊守亮、楊守宗。黃巢進犯江西時，任排陣使。乾符四年誘降王仙芝，仙芝遣尚君長、楚彥威等人洽降，中途為唐招討使宋威所劫持，事遂不順。朝廷以荊南節度使王鐸為招討使，取代宋威。復光監忠武軍，屯于鄧州。與節度使周岌瀝酒為盟，據蔡州，以秦宗權為防禦使，進收鄧州。因功授開府儀同三司，封弘農郡公。
中和二年（882年）七月，轉戰河中，次年六月，卒于河中，時年四十二，谥忠肅。楊復光雖是黃門近幸出身，胸有大志，善撫士卒；病逝之時，軍中慟哭數日。平定黃巢之亂者，大多是復光門人故將。

## 延伸阅读
[在维基数据编辑]
 《舊唐書·卷184》，出自刘昫《舊唐書》
 《新唐書·卷207》，出自《新唐書》